# Галіт (острови)

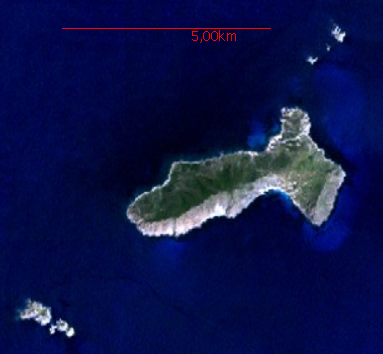
Галіте з космосу

Галіт — група скелястих островів вулканічного походження в Середземному морі. Розташовані за 38 км на північ від туніського берега, належать вілайєту Бізерта, від якого відокремлені протокою Галіт. Від Сардинії їх відділяє 150 км. Загальна площа 8,08 км², річні опади 525 мм, середні температури повітря від +10,3° C до +28,6° C.

## Головний острів

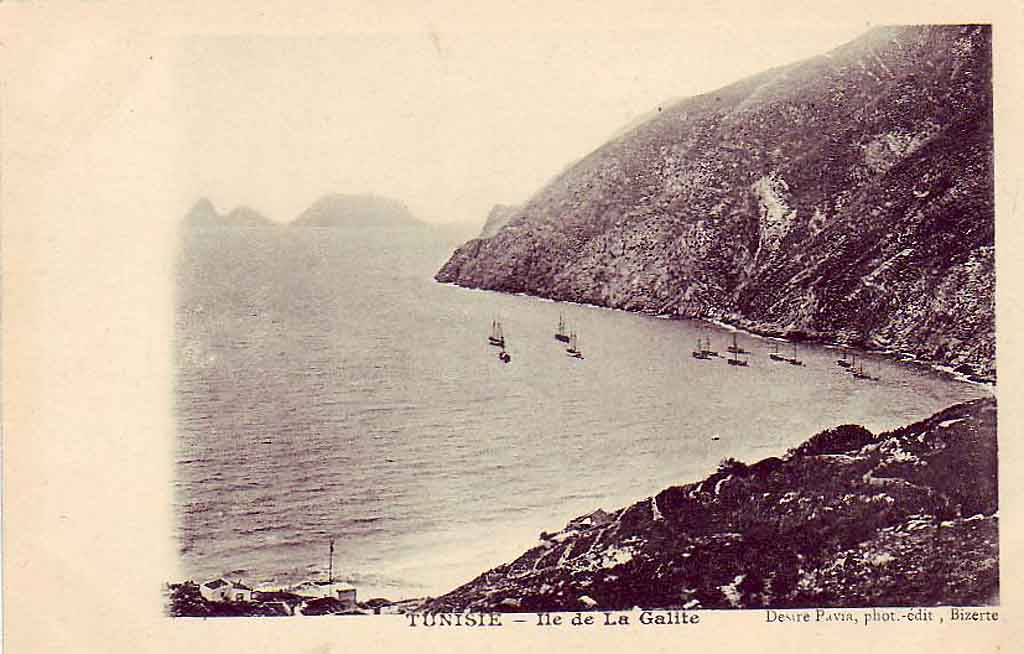
Береги Галіту, 1900 рік

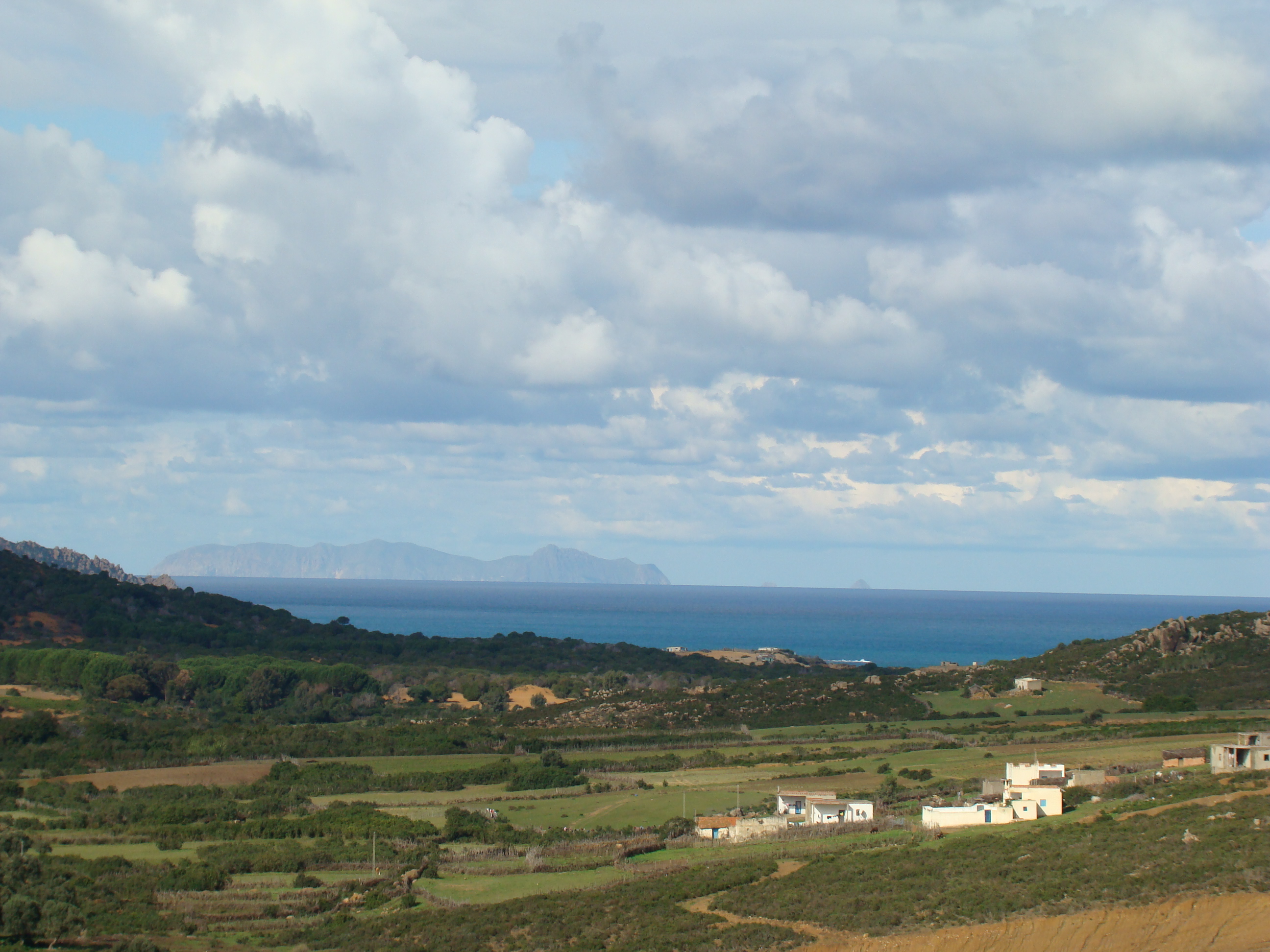
Галіт з мису Серрат

Велика частина (7,52 км²) площі припадає на головний острів Ла-Галіт, довжиною 5,4 км і шириною 2,9 км. Острів складається зі скель висотою до 200 м, над якими підносяться списи Bout de Somme і Piton de l'Est, висотою 391 і 360 м відповідно. На вершині Bout de Somme знаходиться оглядова вежа. Потрапити на острів можна лише через південну бухту Escueil de Pasque.
На острові живуть кілька родин моряків (від 10 до 35 осіб всього) та розташована військово-морська база (40 осіб). Раніше на острові жили тунісці італійського походження, але після проголошення незалежності Тунісу вони поїхали до Франції. Люди жили тут з часів Пунічних воєн. Острів покритий чагарником та травою, незважаючи на невеликий ґрунтовий шар. Колись на острові виростали і дерева, нині лише інжир, кактус, оливкові дерева та виноградники. Галіте також є місцем гніздування птахів.

## Решта островів
Крім головного острова є ще дві групи острівців та скель, які недоступні для висадки. Galitons de l'Ouest (Західні Галітони) розташовані за 3 км на північний захід. Le Galiton (158 м, 40 га) і La Fauchelle (137 м) другий та третій найбільші острови групи, на вершині Ле Галітона розташований маяк. 1980 року Ле Галітон оголошений як природна зона під охороною, для збереження тюленів-монахів. На відстані 1-2 км на північний схід від головного острова лежать скелі Galitons de l'Est (Східні Галітони), вони складаються з Галло (119 м), Полластро та Галліна. За 25 км на північний захід лежать дві групи скель Écueil des Sorelles, вони позначені двома буями із західного та східного кінця. За 13 км на північ лежить банка Banc des Mazzarilles, з глибинами від 21 до 49 м.